# Román Jimeno Ibañez
Román Jimeno Ibáñez (Santo Domingo de la Calzada, La Rioja, 1799 - Madrid, 1874) fou un organista, compositor i teòric musical espanyol conegut per haver estat organista de l'Església de Sant Isidre de Madrid i primer professor del Conservatori de Madrid. Cal destacar, a més, que fou autor de diversos mètodes d'orgue, solfeig i cant pla.

## Trajectòria
Entre els anys 1809 i 1819 estudià orgue i composició amb Vicente Pueyo, organista de la Catedral de Santa Maria de Burgos, al Col·legi de la Santa Creu de Burgos.
Un any abans d'acabar els estudis amb Vicente Pueyo, Jimeno Ibáñez va opositar per la plaça d'organista a la Catedral de Sigüenza (Guadalajara). Tot i quedar en primer lloc, la plaça se la quedà un altre organista, ja que, a més, era capellà.
Tot i així, aconseguí la seva primera plaça com a organista major el 29 de novembre de 1819 a la Catedral de Palència, havent estat examinat per Manuel Santotís i Miguel Zaldívar. Donat que es considerava que no podria optar mai a un càrrec major en l'àmbit eclesiàstic li fou concedit un permís excepcional per poder-se casar a canvi que es comprometés a fer totes les obligacions que comporta ser organista major i a compondre tota la música eclesiàstica que se li demanés. L'any 1825 li fou concedida la plaça de mestre de capella per succeir a Manuel Santotís i, tres anys després, demanà permís per opositar per la plaça d'organista de l'Església de Sant Isidre de Madrid. Aquesta l'aconseguí l'any 1829, on romangué fins a l'any 1852 quan es creà una capella de música de la mateixa església i se'l va nomenar mestre de capella.
L'any 1852 fou nomenat primer professor d'orgue al Conservatori de Madrid.
Va compondre nombroses obres del gènere religiós i un Método de canto llano i figurado (1865).
El 25 de novembre de 1874 morí a Madrid.